# TV9

TV9는 말레이시아의 텔레비전 전문 방송 채널이다.